# Riachuelo Atlético Clube
O Riachuelo Atlético Clube foi um clube brasileiro de futebol da cidade de Fortaleza, capital do estado do Ceará fundado em 11 de novembro de 1915. 

## Títulos
- Campeonato Cearense - Série B: 1 (1915)